# Estación de Carregal do Sal
La Estación Ferroviaria de Carregal do Sal, igualmente conocida como Estación de Carregal do Sal, es una plataforma ferroviaria de la línea de Beira Alta, que sirve al ayuntamiento de Carregal do Sal, en el distrito de Viseu, en Portugal.

## Características

### Localización y accesos
Se encuentra junto a la localidad de Carregal do Sal, teniendo acceso por la Avenida Dr. Oliveira Salazar.

### Descripción física
En enero de 2011, tenía dos vías de circulación, con 498 y 472 metros de longitud; las plataformas tenían 262 y 226 metros de extensión, mostrado ambas 45 centímetros de altura.

## Historia
El tramo entre las estaciones de Pampilhosa y Vilar Formoso, en el cual esta plataforma se inserta, entró en servicio, de forma provisional, el 1 de julio de 1882, habiendo sido la línea inaugurada, entre Figueira da Foz y la frontera con España, el 3 de agosto del mismo año.
En 1932, fue instalada una plataforma entre la primera y segunda vías de esta estación.